# Changhe-Suzuki Ideal
De Changhe-Suzuki Ideal is een miniklasse auto die sinds 2003 geproduceerd wordt in de joint venture, Jiangxi Changhe Suzuki Automobile Company, tussen de Chinese en Japanse autofabrikanten Changhe en Suzuki. Dit model is in Uruguay als de Effa Ideal bekend. In Europa zou de naam Suzuki Ideal worden.
- Ideal I- De Ideal werd oorspronkelijk geleverd met een 1.1-liter benzinemotor en veiligheidsvoorzieningen zoals een antiblokkeersysteem en airbags.
- Ideal II - In 2006 kreeg de Ideal een facelift en werd de motorreeks aangevuld met een 1.4-liter uitvoering.

De Ideal II wordt geleverd in uitvoeringen met verschillende cilinderinhoud:
- 1.0 (970cc) -DA465Q-2/D1- 8V 33.5kw /47pk EURO II
- 1.1 -CH7101-(1075cc) -DA468Q- 16V 48kw /64pk EURO II
- 1.3 -CH7111-(1302 cc ) 58kw EURO II
- 1.4 -CH7111A-(1372 cc) 67kw viercilinder 16-valve engine EURO II